# Боа Граније
Боа Граније (фр. Bois-Grenier) насеље је и општина у североисточној Француској у региону Север-Па д Кале, у департману Север која припада префектури Лил.
По подацима из 2005. године у општини је живело 1417 становника, а густина насељености је износила 200 становника/km². Општина се простире на површини од 7,25 km². Налази се на средњој надморској висини од 18 метара (максималној 20 m, а минималној 15 m).

## Демографија
| 1962. | 1968. | 1975. | 1982. | 1990. | 1999. | 2011. |
| ----- | ----- | ----- | ----- | ----- | ----- | ----- |
| 655   | 751   | 1.004 | 1.218 | 1.356 | 1.450 | 1.511 |

График промене броја становника у току последњих година